# يوداي موري
يوداي موري (باليابانية: 森雄大؛ بالكانا: もり ゆうだい) هو لاعب كرة قاعدة ياباني، ولد في 19 أغسطس 1994 في فوكوكا في اليابان.

## وصلات خارجية
- يوداي موري على موقع الدوري الياباني لكرة القاعدة (الإنجليزية)
- يوداي موري على موقعبيزبول رفرنس.كوم (الدوري الثانوي) (الإنجليزية)